# Anilocra hedenborgi
Anilocra hedenborgi är en kräftdjursart som beskrevs av Carl Erik Alexander Bovallius 1887. Anilocra hedenborgi ingår i släktet Anilocra och familjen Cymothoidae. Inga underarter finns listade i Catalogue of Life.